# 4 (álbum de Foreigner)
4 (también conocido como Foreigner 4), es el nombre del cuarto álbum de estudio de la banda británica-estadounidense de rock Foreigner, Fue lanzado al mercado el 2 de julio de 1981 a través de la compañía discográfica Atlantic Records. En este trabajo, se encuentran éxitos como "Urgent", "Waiting for a Girl Like You" y "Juke Box Hero". El álbum alcanzó el primer puesto en los Estados Unidos.

## Antecedentes y composición
Originalmente el disco se iba a llamar Silent Partners, pero más tarde fue cambiado por el título 4. En 1981, en el famoso estudio Hipgnosis, pidieron que diseñaran una portada basada en el título original, y desarrollaron una en blanco y negro, representando a un hombre joven en la cama, con un par de binoculares que asoman por encima. El diseño fue rechazado por la banda, ya que consideraban que era demasiado "homosexual". La nueva portada para 4, fue diseñada por Bob Defrin y se basaba en el modelo de una antigua guía de película. Hipgnosis todavía se acredita con el diseño de los sellos discográficos.
El álbum marca el fin del estilo hard rock de la banda, que se había iniciado en Head Games. Tanto Ian McDonald y Al Greenwood habían dejado el grupo antes de la grabación del álbum. Como resultado, todas las canciones del disco fueron compuestas por Mick Jones y Lou Gramm. McDonald y Greenwood habían tocado el saxofón y los teclados, respectivamente, y los músicos de sesión fueron necesarios para reemplazar sus contribuciones, entre ellas Junior Walker, que interpretó el solo de saxofón en la canción "Urgent", y un joven Thomas Dolby, quien más tarde pasaría a tener una exitosa carrera en solitario.

## Lista de canciones
Todas las canciones compuestas por Mick Jones y Lou Gramm. Copyright Somerset Songs & Evansongs, Ltd. ASCAP.

| N.º | Título                                                        | Escritor(es)          | Duración |  |
| 1.  | «Night Life»                                                  | Mick Jones, Lou Gramm | 3:48     |  |
| 2.  | «Juke Box Hero»                                               | L. Gramm, M. Jones    | 4:18     |  |
| 3.  | «Break It Up»                                                 | M. Jones              | 4:11     |  |
| 4.  | «Waiting for a Girl Like You»                                 | M. Jones, L. Gramm    | 4:48     |  |
| 5.  | «Luanne» (On some vinyl editions, "Luanne" is listed as 3:11) | L. Gramm, M. Jones    | 3:25     |  |
| 6.  | «Urgent»                                                      | M. Jones              | 4:29     |  |
| 7.  | «I'm Gonna Win»                                               | M. Jones              | 4:51     |  |
| 8.  | «Woman in Black»                                              | M. Jones              | 4:42     |  |
| 9.  | «Girl on the Moon»                                            | M. Jones, L. Gramm    | 3:49     |  |
| 10. | «Don't Let Go»                                                | M. Jones, L. Gramm    | 3:48     |  |

| Bonus tracks on 2002 reissue, recorded in 1999 |                                                          |          |  |
| N.º                                            | Título                                                   | Duración |  |
| 11.                                            | «Juke Box Hero» (Nearly unplugged version)               | 3:06     |  |
| 12.                                            | «Waiting for a Girl Like You» (Nearly unplugged version) | 2:50     |  |

## Personal

### Foreigner
- Lou Gramm – vocalista líder, percusión.
- Mick Jones – guitarra, teclado electrónico, coros.
- Rick Wills – bajo eléctrico, coros.
- Dennis Elliott – batería, coros.

### Personal adicional
- Hugh McCracken – guitarra slide en track 9.
- Tom Dolby – sintetizadores.
- Larry Fast - sintetizador secuencial en tracks 2, 3 y 10.
- Michael Fonfara – teclados en tracks 6 y 9.
- Bob Mayo – teclados en track 4.
- Mark Rivera – saxofón en tracks 6 (excepto solo) y 3, coros..
- Junior Walker – saxofón solo en track 6.
- Ian Lloyd – coros.
- Robert John "Mutt" Lange – coros.

## Producción
- Producido por Robert John "Mutt" Lange y Mick Jones.
- Grabado por Dave Wittman  y Tony Platt (pista básica).
- Ingeniero segundo: Brad Samuelsohn.
- Ingenieros asistentes: Edwin Hobgood y Michel Sauvage.
- Masterizado por George Marino.

## Posicionamiento
Álbum – Billboard (Norteamérica)
| Año  | Lista      | Posición |
| ---- | ---------- | -------- |
| 1981 | Pop Albums | 1        |

Sencillos – Billboard (Norteamérica)
| Año  | Sencillo                      | Lista              | Posición |
| ---- | ----------------------------- | ------------------ | -------- |
| 1981 | "Juke Box Hero"               | Mainstream Rock    | 3        |
| 1981 | "Night Life"                  | Mainstream Rock    | 14       |
| 1981 | "Urgent"                      | Club Play Singles  | 32       |
| 1981 | "Urgent"                      | Mainstream Rock    | 1        |
| 1981 | "Urgent"                      | Pop Singles        | 4        |
| 1981 | "Waiting for a Girl Like You" | Adult Contemporary | 5        |
| 1981 | "Waiting for a Girl Like You" | Mainstream Rock    | 1        |
| 1981 | "Waiting for a Girl Like You" | Pop Singles        | 2        |
| 1982 | "Break It Up"                 | Pop Singles        | 26       |
| 1982 | "Juke Box Hero"               | Pop Singles        | 26       |
| 1982 | "Luanne"                      | Pop Singles        | 75       |